# Christopher Wreh
Christopher Wreh (* 14. Mai 1975 in Monrovia, Liberia) ist ein ehemaliger liberianischer Fußballspieler. Er ist ein Cousin des ehemaligen Weltfußballers George Weah und spielte auf der Position eines Stürmers.

## Karriere
Wreh begann mit dem Fußballspiel in seinem Heimatland bei Young Kotoko, La Modelle International und Invincible Eleven. 1989 wurde er vom französischen Klub AS Monaco in das dortige Jugendinternat aufgenommen. 1992 wurde er in die zweite Profimannschaft des Klubs hochgezogen, wo er sich rasch zum Leistungsträger entwickelte und von 1992 bis 1996 in nur 66 Spielen 47 Treffer erzielte. Bereits am 30. März 1994 debütierte er aber auch schon für die erste Mannschaft des AS Monaco in der Champions League beim 0:0 in der Gruppenphase bei Spartak Moskau, als er zwanzig Minuten vor Schluss für Youri Djorkaeff eingewechselt wurde. Ein zweiter Einsatz erfolgte im Halbfinale bei der 0:3-Niederlage beim AC Mailand, wo Wreh bereits nach 52 Minuten eingewechselt wurde. Auch im UEFA-Pokal 1995/96 zeigte sich der Liberianer auf der internationalen Bühne und kam sowohl im Hin- (0:3) als auch im Rückspiel der 1. Runde gegen Leeds United zum Einsatz – im Hinspiel sogar über die volle Spielzeit. In der französischen Ligue 1 kam er bis 1996 auf 15 Spiele, wobei er dreimal treffen konnte. Den Sprung zum Stammspieler in der ersten Mannschaft konnte er aber letztendlich nicht bewerkstelligen.
Daher wurde Wreh in der Saison 1996/97 an Monacos Erstligakontrahenten EA Guingamp verliehen, wo er einen Status als Leistungsträger erreichte. Mit diesem Team erreichte er das Finale der Coupe de France, welches allerdings mit 3:4 nach Elfmeterschießen gegen OGC Nizza verloren ging. Wreh selbst schoss keinen Elfmeter. Im UEFA Cup bestritt er beide Erstrundenspiele gegen Inter Mailand (0:3, 1:1), im Rückspiel im Giuseppe-Meazza-Stadion gelang ihm sein erstes Europapokaltor zum Ausgleich. In der Ligue 1 gelangen ihm in 33 Einsätzen 10 Tore. 
Christopher Wreh spielte von Juli 1997 bis Dezember 2000 bei Arsenal London. Hier traf er wieder auf Arsène Wenger, der ihn schon in seiner Zeit bei Monaco trainiert hatte. Trotz namhafter Konkurrenz im Sturm wie Ian Wright, Dennis Bergkamp oder Nicolas Anelka machte der Liberianer einige Spiele und erzielte in der Premier League in 16 Spielen drei Treffer. Seine Tore gegen den FC Wimbledon, gegen den er auch beim 5:0 im Rückspiel traf, sowie gegen die Bolton Wanderers sorgten jeweils für 1:0-Siege. Am Ende durfte er sich mit der Arsenal-Mannschaft als englischer Meister feiern lassen. Durch den Gewinn des FA Cups wurde auch das Double perfekt gemacht. Wreh war an diesem Titel mit seinem 1:0-Siegtreffer im Halbfinale bei den Wolverhampton Wanderers beteiligt und kam in allen Partien des Wettbewerbs zum Einsatz. Außerdem spielte Wreh 1997 auch einmal im UEFA Cup gegen PAOK Saloniki. Im August 1998 markierte Wreh im FA Community Shield den ein Tor beim 3:0-Erfolg über Manchester United. 1998/99 spielte er zwar dreimal in der Champions League und elfmal in der Premier League, konnte aber kein einziges Tor erzielen und nach der Verpflichtung von Davor Šuker und Thierry Henry wurde er 1999 zu AEK Athen ausgeliehen, für das er in elf Spielen immerhin viermal einnetzen konnte. In der zweiten Jahreshälfte wurde er zu Birmingham City ausgeliehen, spielte dort sieben Mal und erzielte gegen Grimsby einen Treffer. 
2000 wurde Wreh zum FC Den Bosch verliehen. In den Niederlanden schoss er zwei Tore.
2001 verließ Wreh Arsenal endgültig und schloss sich Al-Hilal in Saudi-Arabien an. Dort blieb er aber nur ein halbes Jahr, bevor er zur Saison 2001/2002 zum FC St. Mirren nach Schottland wechselte. Dort kam er auch aufgrund von Fitness-Defiziten nur dreimal zum Einsatz und spielte von nun an noch bei britischen Amateurvereinen und beendete 2005 seine Laufbahn, in der er nie wieder das Niveau seiner Zeit bei Monaco und Arsenal erreichen konnte.
2007 kehrte er in den Fußball zurück und spielte für den indonesischen Verein Perseman Manokwari.

### Nationalmannschaft
Für die liberianische Fußballnationalmannschaft spielte Wreh 27 mal und erzielte dabei zwei Tore. 1996 stand er im Aufgebot Liberias bei der Afrikameisterschaft 1996, bei der Afrikameisterschaft 2002 wurde er nicht in das Aufgebot der Lone Stars berufen.